# Peromnion krausii
Peromnion krausii là một loài rêu trong họ Bryaceae. Loài này được Hampe & Lorentz A. Jaeger mô tả khoa học đầu tiên năm 1875.